# 板柳町立板柳東小学校
板柳町立板柳東小学校（いたやなぎちょうりつ いたやなぎひがししょうがっこう）は、青森県北津軽郡板柳町大字常海橋にある公立小学校。

## 概要
- 板柳町常海橋地区に置かれ、町北東部（旧:沿川村域）を学区としている。主な進学先は、板柳中学校。
- 本校は、沿川第一小学校と沿川第二小学校の老朽化と児童数減少により、統合された学校である。
- 板柳町内にある学校としては、最も新しい学校である。
- 板柳町教育委員会は、本校を含む町内4小学校を1校に統合する事を決定した[1]。

## 沿革
- 2001年（平成13年）4月 - 開校。

## 交通
- 板柳町中心部やJR五能線板柳駅から車で約8km・約12分。
- 学校周辺は路線バスなど公共交通機関は通っていない。

## 周辺
- 青森県道196号五林平藤崎線（五所川原広域農道（通称:こめ米（こめまい）ロード)も重複）
- そのほかは田畑のみ

## 参考資料
- 「名簿編（教育 小学校 - 南郡・北郡）」『東奥年鑑』東奥日報社、2001年9月1日、179頁。ASIN B000J7JCJY。
- 「名簿編（教育 小学校 - 南郡・北郡）」『東奥年鑑』東奥日報社、2002年9月1日、183頁。ASIN B000J7JCJY。
- 「資料編（市町村の姿 - 板柳町・おもなできごと）」『東奥年鑑』東奥日報社、2002年9月1日、309頁。ASIN B000J7JCJY。